# Ibrahim Abboud
El Ferik Ibrahim Abboud (26. října 1900 – 8. září 1983) byl súdánský politik a voják, prezident Súdánu v letech 1958-1964 (titul prezidenta však užíval až v posledním roce své vlády).
Začínal jako kariérní voják v britské a egyptské armádě, zúčastnil se i bojů druhé světové války, bojoval v Eritreji a Etiopii. Po získání nezávislosti Súdánu v roce 1956 se stal vrchním velitelem armády. Armáda však v křehkém novém režimu měla nadmíru vysokou roli a Abboud dlouho nevydržel odolat pokušení: již roku 1958 provedl vojenský převrat, svrhl vládu Abdullaha Khalila a stal se klíčovým mužem země. Provizorní ústava byla zrušena, všechny politické strany zakázány (dosud fungovaly zejména dvě, Khalilova Umma a konkurenční Národní unionistická strana Ismaila al-Azhariho). Největší pnutí vyvolal jeho plán arabizace a islamizace jižních, křesťanských a animistických, oblastí Súdánu. Roku 1963 situace vygradovala v občanskou válku. Abboud nakonec rezignoval, aby umožnil vznik civilní vlády, která by zklidnila situaci.